# 129095 Martyschmitzer
129095 Martyschmitzer este o planetă minoră (asteroid), cu un diametru de 2,723 km, din centura de asteroizi. A fost descoperită pe 1 decembrie 2004 la Catalina Station⁠(d) de Catalina Sky Survey. 
Obiectul prezintă o orbită caracterizată de o semiaxă mare de 2,6236405787029 UAi, o excentricitate de 0,07, o înclinație de 12,4 ° în raport cu ecliptica.